# HD 37306
HD 37306，又名BD-11 1238，SAO 150617、HR 1919，是一颗恒星，视星等为6.11，位于銀經215.37，銀緯-21.75，其B1900.0坐标为赤經5h 32m 29s，赤緯-11° -21.75′ 10″。